# Campionati mondiali di tiro 1922
I campionati mondiali di tiro 1922 furono la ventesima edizione dei campionati mondiali di questo sport e si disputarono a Milano. La nazione più medagliata fu la Svizzera.

## Risultati

### Uomini

#### Carabina
| Evento                     | Oro                                                                         | Oro       | Argento                                                                              | Argento   | Bronzo                                                                                  | Bronzo    |
| Evento                     | Atleta                                                                      | Risultato | Atleta                                                                               | Risultato | Atleta                                                                                  | Risultato |
| 300m 3 posizioni           | Walter Stokes                                                               | 1067      | Walter Lienhard                                                                      | 1065      | Karl Zimmermann                                                                         | 1064      |
| 300m a terra               | Walter Lienhard                                                             | 375       | Walter Stokes                                                                        | 375       | Calvin Lloyd                                                                            | 371       |
| 300m in ginocchio          | Walter Stokes                                                               | 356       | Walter Lienhard                                                                      | 353       | Josias Hartmann                                                                         | 350       |
| 300m in piedi              | Karl Zimmermann                                                             | 341       | Carl Osburn                                                                          | 341       | Lars Jørgen Madsen                                                                      | 340       |
| 300m 3 posizioni a squadre | Stati Uniti John Boles Morris Fisher Carl Osburn Calvin Lloyd Walter Stokes | 5132      | Svizzera Walter Lienhard Josias Hartmann Hans Pfeiderer Arnold Rösli Karl Zimmermann | 5120      | Danimarca Simon Hansen Niels Larsen Niels Laursen Lars Jørgen Madsen Erik Sætter-Lassen | 4965      |

#### Carabina militare
| Evento            | Oro                | Oro       | Argento               | Argento   | Bronzo          | Bronzo    |
| Evento            | Atleta             | Risultato | Atleta                | Risultato | Atleta          | Risultato |
| 300m 3 posizioni  | Emil Kellenberger  | 433       | Hans Pfeiderer        | 430       | Camillo Isnardi | 423       |
| 300m a terra      | Eric Sætter-Larsen | 160       | Gian Galeazzo Cantoni | 159       | Carlo Riccetti  | 159       |
| 300m in ginocchio | Wilhelm Schnyder   | 159       | Hans Pfeiderer        | 152       | Fritz Zulauf    | 150       |
| 300m in piedi     | Ernesto Panza      | 144       | Albert Tröndle        | 143       | Josias Hartmann | 141       |

#### Pistola
| Evento        | Oro                                                                       | Oro       | Argento                                                                         | Argento   | Bronzo                                                                      | Bronzo    |
| Evento        | Atleta                                                                    | Risultato | Atleta                                                                          | Risultato | Atleta                                                                      | Risultato |
| 50m           | Hans Hänni                                                                | 514       | Camillo Isnardi                                                                 | 514       | Robert Blum                                                                 | 511       |
| 50m a squadre | Svizzera Robert Blum Hans Hänni Fritz König Wilhelm Schnyder Fritz Zulauf | 2553      | Italia Luigi Corba Camillo Isnardi Franco Micheli Luigi Moretto Riccardo Ticchi | 2468      | Stati Uniti Irving Calkins J. Considine Karl Frederick Al Lane Paul Raymond | 2461      |

## Medagliere
Nazione ospitante
| Posiz. | Nazione     | Oro | Argento | Bronzo | Totale |
| ------ | ----------- | --- | ------- | ------ | ------ |
| 1      | Svizzera    | 6   | 6       | 5      | 17     |
| 2      | Stati Uniti | 3   | 2       | 2      | 7      |
| 3      | Italia      | 1   | 3       | 2      | 6      |
| 4      | Danimarca   | 1   | 0       | 2      | 3      |